# マイダ
マイダ（イタリア語: Maida）は、イタリア共和国カラブリア州カタンザーロ県にある、人口約4,700人の基礎自治体（コムーネ）。

## 地理

### 位置・広がり

#### 隣接コムーネ
隣接するコムーネは以下の通り。
- カラッファ・ディ・カタンザーロ
- コルターレ
- フェロレート・アンティーコ
- ヤクルソ
- ラメーツィア・テルメ
- マルチェッリナーラ
- ピアノーポリ
- サン・フローロ
- サン・ピエトロ・ア・マイダ